# Eucalyptus platycorys
Eucalyptus platycorys är en myrtenväxtart som beskrevs av Joseph Henry Maiden och William Faris Blakely. Eucalyptus platycorys ingår i släktet Eucalyptus och familjen myrtenväxter. Inga underarter finns listade i Catalogue of Life.